# Elite-Rennen 1971
Im Rahmen der Internationalen Rennwoche Gelsentrab International ’71 bildete das Elite-Rennen wie in jedem Jahr den Höhepunkt am abschließenden Sonntag. Das Elite-Rennen wurde in diesem Jahr zum 25. Mal ausgetragen.

## Vorgeschichte
Nach den ersten beiden gut besuchten Renntagen am vorangegangenen Sonntag (Großer Preis der Stadt Gelsenkirchen) und am Donnerstag (Westdeutscher Jugendpreis) zog es am Finaltag nochmals eine große Masse an Zuschauern auf die Trabrennbahn Gelsenkirchen. 
„So voll war Gelsenkirchen noch nie.“ war hinterher in der Ergebnisausgabe der Deutschen Traberzeitung zu lesen.
Grund hierfür war der Auftritt der französischen Traberstute Une de Mai, die seinerzeit das erfolgreichste Trabrennpferd aller Zeiten war. Mit einer Gewinnsumme (alle gewonnenen Preisgelder) von umgerechnet 4.263.544 DM kam sie mit dem französischen Fahrer Jean-René Gourgeon an den Start. Nach ihrem zweiten Erfolg im ‚International Trot‘ (erstmals 1969) auf dem Roosevelt Racecourse in New York, der inoffiziell als Weltmeisterschaft galt, wurde sie nun in der Presse als ‚Championesse du Monde‘ bezeichnet. Ihre Rekordzeit betrug 1:15,1 (1 min 15,1 s auf den Kilometer gerechnet) bei einer Renndistanz von 1.609 Metern.

## Rennverlauf
Une de Mai war im Elite-Rennen der haushohe Favorit. Die Fuchsstute wurde schließlich am Totalisator mit einer Siegquote von 11:10 (heute 1,1 für 1) ins Rennen geschickt. Nach der Streichung (Nichtstarternennung) des italienischen Gastes Verdict kamen nur noch 6 Pferde an den Start. Die Gesamtdotierung des Rennens betrug 120.000.- DM. Une de Mai bekam eine Zulage von 25 Metern. Ihre größten Konkurrenten waren nun die beiden Pferde aus dem Stall Kurier (Gelsenkirchen). Wallburg und Denar wurden mit einer Siegeventualquote von 48:10 (48 Mark für 10 Mark Einsatz) im Rennen gehandelt.
Das 25. Elite-Rennen wurde am 19. September 1971 als 6. Rennen um 16:28 Uhr gestartet. Nach dem Start übernahm Vico, mit Helmut Beckemeyer im Sulky, zunächst vor Wallburg die Spitze. Dahinter folgten Un Cœur B, Ballon Rouge, Denar mit Fahrer Willy Roth, und Une de Mai. Letztere hatte bereits nach ca. 600 Metern Anschluss an das Feld gefunden. In der ersten Gegenseite machte Ballon Rouge einen Fehler (galoppierte) und fiel zurück. Nach einer Runde übernahm Wallburg mit Johannes (Hänschen) Frömming die Führung. Zu diesem Zeitpunkt kämpfte sich Jean-René Gourgeon immer näher an die führenden Pferde heran und lag ausgangs der letzten Gegenseite an zweiter Stelle. Im Schlussbogen führte Wallburg weiter vor Une de Mai und Denar. Bei Erreichen der Zielgeraden zog Une de Mai sofort in Front und stellte ihre Klasse unter Beweis. Une de Mai gewann leicht mit 2 Längen vor Wallburg und Denar. Viertes Pferd wurde Un Cœur B. Une de Mai gewann in der Kilometerzeit von 1 min. 19,6 s über die Renndistanz von 2.525 Metern.
Die Werteverteilung betrug 50.000 – 25.000 – 12.500 – 7.500 – 5.000 DM, sowie 5.000 – 3.000 – 2.000 DM für die drei bestplatzierten Inländer, die das Ziel nicht später als 5 Sekunden nach dem Sieger passierten. Des Weiteren war eine Sonderprämie von 10.000.- DM ausgeschrieben, falls der Sieger das Ziel in einer Kilometerdurchschnittszeit von 1:17,0 oder besser erreichen würde.

## Nachgang
Der Besucherandrang hatte einen neuen Umsatzrekord für deutsche Trabrennbahnen zur Folge. Insgesamt flossen 754.730 DM in 12 Rennen durch die Totalisatorkassen. Das Gesamtergebnis der internationalen Rennwoche lag bei 1,7 Millionen D-Mark. Am Totalisator gab es für die Zweierwette den Betrag von 32:10, in der Dreierwette wurde auf die Zahlenkombination 8 – 3 – 6 eine Quote 92 DM für 10 Mark Einsatz ausgezahlt.